# Alcatrão e penas
Alcatrão e penas (ou piche e penas) é uma forma de tortura pública e humilhação usada para impor justiça ou vingança não oficial. Foi usado na Europa feudal e suas colônias no início do período moderno, bem como na fronteira americana, principalmente como um tipo de vingança popular.
A vítima era despida totalmente ou até à cintura. O alcatrão de madeira (às vezes quente) era então derramado ou pintado sobre a pessoa enquanto ela estava imobilizada. Em seguida, a vítima tinha penas jogadas nela ou era enrolada em uma pilha de penas para que elas grudassem no alcatrão.
A imagem de um fora da lei alcatroado e com penas continua sendo uma metáfora para críticas públicas severas.

## História
A primeira menção da punição aparece nas ordens que Ricardo I da Inglaterra emitiu para sua marinha ao iniciar a Terra Santa em 1189.
"No que diz respeito às leis e ordenanças designadas pelo Rei Richard para sua marinha, a forma como ela era esse […] item, um ladrão ou criminoso que roubou, sendo legalmente condenado, deve ter a cabeça desgrenhada e derramado sobre sua cabeça um monte de alcatrão, e penas ou penugem sobre o mesmo pelo qual ele pode ser conhecido, assim, no primeiro local de aterrissagem em que chegarem, serão lançados". Transcrição do estatuto original em Hakluyt's Voyages, ii. 21).
Uma instância posterior dessa penalidade aparece em Notes and Queries (série 4, vol. V), que cita James Howell escrevendo em Madri, em 1623, do:
"violento Bispo de Halberstadt […] tendo tomado um lugar onde havia dois mosteiros de freiras e frades, ele rasgou diversos canteiros de penas e todas as penas jogadas em um grande salão, onde as freiras e os frades foram nus com seus corpos oleados e arremessados e cair entre essas penas, o que os faz aqui (Madri) pressentir uma morte doente"
Em 1696, um oficial de justiça de Londres tentou processar o devedor que se refugiara nos arredores do Savoy. O oficial de justiça foi alcatroado, emplumado e levado em um carrinho de mão para o Strand, onde foi amarrado a um mastro que ficava ao lado do que hoje é Somerset House como um pelourinho improvisado.

### Vinda da Guerra da Independência Americana

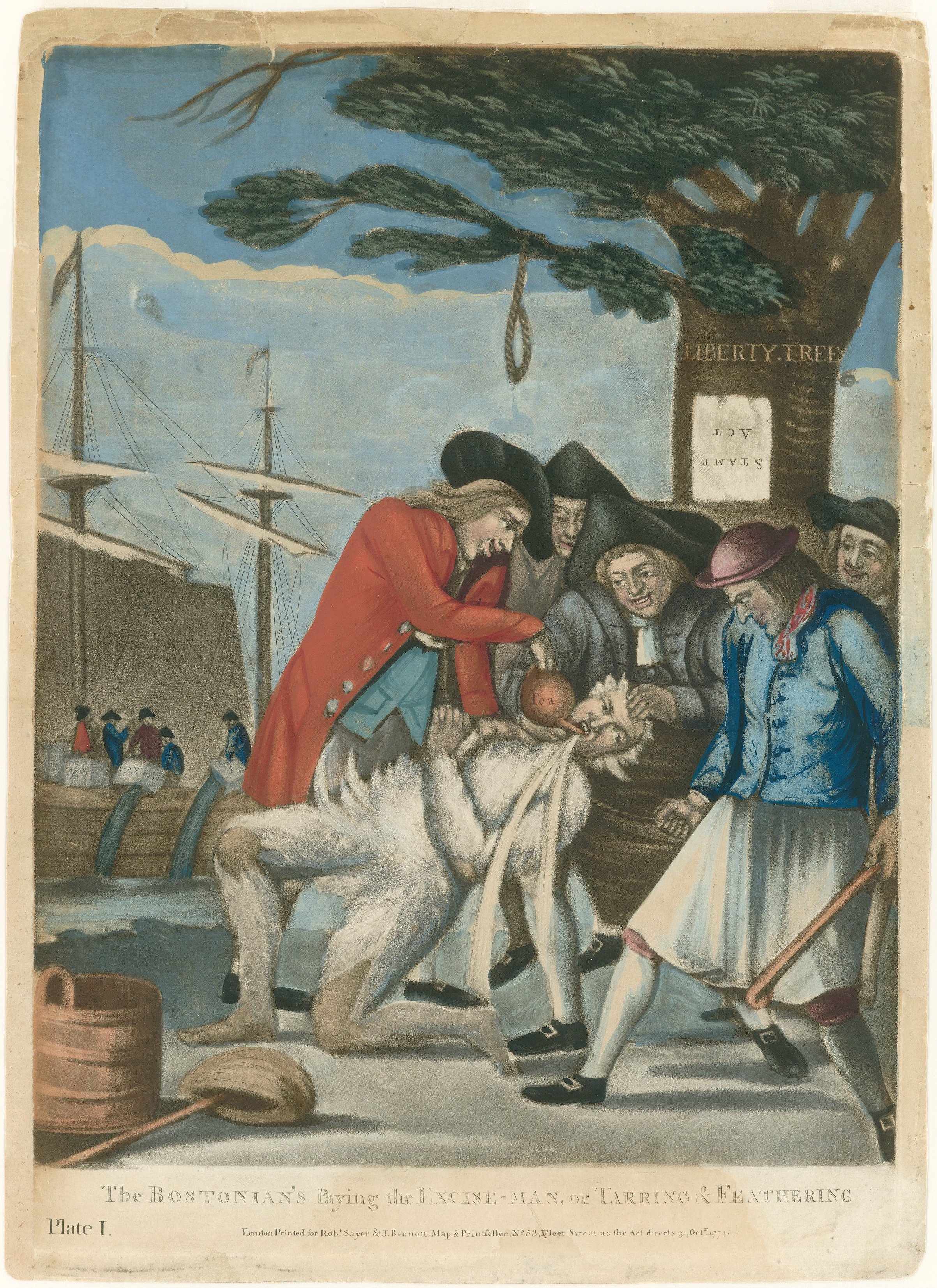
The Bostonians Paying the Excise-Man, impresso de propaganda britânica de 1774 que descreve o alcatrão e as penas do comissário de alfândega de Boston John Malcolm. Foi a segunda vez que Malcolm foi alcatroado e emplumado.

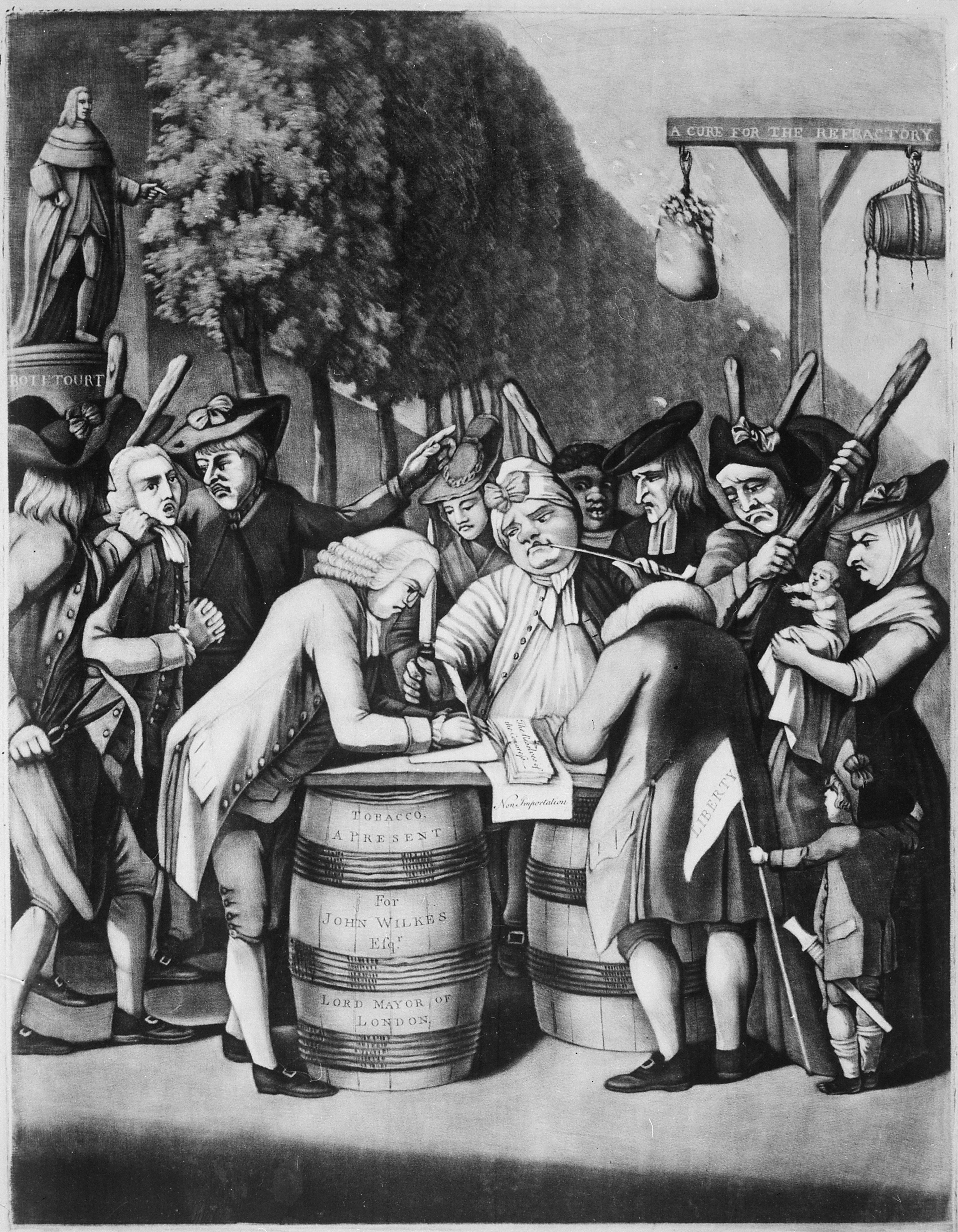
"A alternativa de Williamsburg" Uma gravura britânica de 1775 mostrando os partidários leais a serem forçados a assinar as associações ou resoluções estabelecidas em Williamsburg em agosto de 1774. A nota no gibbet no canto superior direito diz: "Uma cura para o refratário" — um punhado de penas e um barril de alcatrão. Impressão de Phillip Dawe

Em 1766, o capitão William Smith foi alcatroado, emplumado e jogado no porto de Norfolk, Virgínia, por uma multidão que incluía o prefeito da cidade. Um navio o pegou fora da água, assim como sua força estava se esgotando. Ele sobreviveu e mais tarde foi citado como tendo dito que eles "molharam seu corpo e o rosto todo com alcatrão e depois jogaram penas nele". Smith era suspeito de informar os contrabandistas aos agentes aduaneiros britânicos, como foi o caso da maioria das vítimas de piche e penas na década seguinte.
A prática apareceu em Salem, Massachusetts, em 1767, quando multidões atacaram funcionários de baixo nível do serviço aduaneiro com alcatrão e penas. Em outubro de 1769, uma multidão em Boston atacou um marinheiro da alfândega da mesma maneira, e alguns ataques semelhantes ocorreram até 1774. O alcatrão e as penas do comissário aduaneiro John Malcolm receberam atenção especial em 1774. Tais atos associaram a punição ao lado patriota da Revolução Americana. Uma exceção ocorreu em março de 1775, quando um regimento britânico infligiu o mesmo tratamento a Thomas Ditson, um homem de Billerica, Massachusetts, que tentou comprar um mosquete de um dos soldados do regimento. Não se conhece nenhum caso de uma pessoa que tenha morrido por ter sido alcatroada e emplumada neste período. Durante a Rebelião do Uísque, os agricultores locais infligiram a punição aos agentes fiscais federais.

### Século XIX
A partir de 11 de setembro de 1791, os agricultores do oeste da Pensilvânia se rebelaram contra a tributação do governo federal sobre os destiladores de uísque do oeste da Pensilvânia durante a Rebelião do Uísque. Sua primeira vítima foi um coletor de impostos recentemente nomeado chamado Robert Johnson. Ele foi picado e emplumado por uma gangue disfarçada no Condado de Washington. Outras autoridades que tentaram cumprir mandados judiciais contra os agressores de Johnson foram açoitadas, picadas e emplumadas. Devido a esses e outros ataques violentos, o imposto não foi cobrado em 1791 e no início de 1792. Os atacantes modelaram suas ações nos protestos da Revolução Americana.
Joseph Smith, fundador do Movimento dos Santos dos Últimos Dias, foi arrastado de sua casa durante a noite de 24 de março de 1832 por um grupo de homens que o despiram e o espancaram antes de alcatroar e emplumar. Sua esposa e seu bebê foram derrubados da cama pelos agressores e foram forçados a sair de casa e ameaçados (a criança morreu vários dias depois de exposição). Smith foi deixado como morto, mas voltou mancando para a casa dos amigos. Eles passaram a maior parte da noite raspando o alcatrão de seu corpo, deixando sua pele crua e ensanguentada. No dia seguinte, Smith falou em uma reunião devocional da igreja e foi relatado que estava coberto de feridas cruas e ainda fraco pelo ataque.[carece de fontes?]
Em 1851, uma multidão do movimento Know Nothing em Ellsworth, Maine, alcatroou e emplumou o padre jesuíta nascido na Suíça, padre John Bapst, em meio a uma controvérsia local sobre a educação religiosa nas escolas de gramática. Bapst fugiu de Ellsworth para se estabelecer nas proximidades de Bangor, Maine, onde havia uma grande comunidade católico-irlandesa, e uma escola local recebeu esse nome.

### Século XX

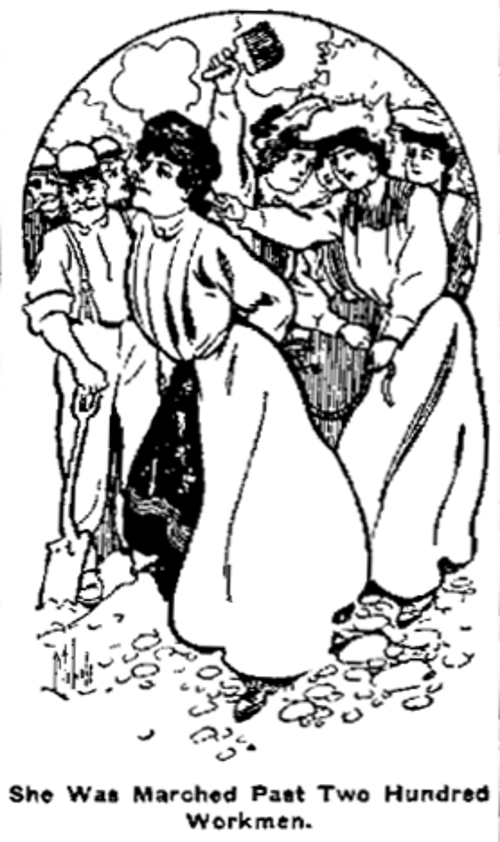
Imagem que acompanha a história de "Female Whitecaps Chastise Woman" do Ada Evening News, em 27 de novembro de 1906. O artigo descreve um incidente em East Sandy, Pensilvânia, em que quatro mulheres casadas estragaram e aplaudiram a Sra. Hattie Lowry.

O alcatrão e as penas não se restringiam aos homens. Em 27 de novembro de 1906, Ada, Oklahoma Evening News relata que um comitê de vigilância composto por quatro jovens mulheres casadas de East Sandy, Pensilvânia, corrigiu a suposta má conduta de sua vizinha Sra. Hattie Lowry no estilo whitecap. Uma das mulheres era cunhada da vítima. As mulheres apareceram na casa de Lowry ao amanhecer e anunciaram que ela não havia prestado atenção à porta-voz e à líder. Elas então derramaram grosso melaço sobre a cabeça dela e esvaziaram o conteúdo de um travesseiro de penas sobre o melaço. As mulheres levaram a vítima para um campo de trem, amarrada pelos pulsos, onde duzentos trabalhadores pararam de trabalhar para assistir ao espetáculo. Depois de desfilar a Sra. Lowry pelo campo, as mulheres a amarraram a uma grande caixa onde ela permaneceu até que um homem a soltasse. Três das mulheres envolvidas foram presas, declararam-se culpadas e pagaram uma multa de 10 dólares.
Houve vários exemplos de alcatrão e penas de afro-americanos antes da Primeira Guerra Mundial em Vicksburg, Mississippi. Segundo William Harris, essa era uma forma relativamente rara de punição da máfia a afro-americanos republicanos no sul dos EUA pós-guerra, pois seu objetivo era tipicamente dor e humilhação, e não morte.

Durante a Primeira Guerra Mundial, o sentimento anti-alemão foi generalizado nos Estados Unidos e muitos alemães-americanos foram atacados. Por exemplo, em agosto de 1918, um fazendeiro alemão-americano, John Meints, de Luverne, Minnesota, foi capturado por um grupo de homens, levado para a fronteira vizinha de Dakota do Sul e alcatroado e emplumado — por supostamente não apoiar laços de guerra. Meints processou seus agressores e perdeu, mas, ao apelar para um tribunal federal, ele venceu e, em 1922, se separou dos tribunais por 6.000 dólares. Em março de 1922, em Slaton, Texas, um padre católico nascido na Alemanha, Joseph M. Keller, que havia sido assediado por residentes locais durante a Primeira Guerra Mundial devido à sua etnia, foi acusado de quebrar o selo da confissão e de ser alcatroado e emplumado. Depois disso, Keller serviu em uma paróquia católica em Milwaukee, Wisconsin.